# Georg Czarth
Georg Czarth   (Havlíčkův Brod i Vysoká, 8 d'abril de 1708 - Mannheim, c. 1778) va ser un compositor, violinista i flautista bohemi del final del barroc.
Georg Czarth va néixer a Vysoká. Va rebre la seva primera instrucció musical del seu pare, Lukas Lorenz, cantor a Havlíčkův Brod i professor de Johann Stamitz. Després d’escolaritzar-se a Vysoká, Czarth va continuar la seva formació musical a Praga i, a l'edat de 17 anys, a Viena. A Viena va rebre instruccions de violí dels músics de la Cort Reial, Franz Josef Timmer i Johann Otto Rosetter (1690–1752); i de Biarelli va aprendre la flauta. A Viena també va conèixer el violinista Franz Benda i el 1729 els dos músics van deixar Viena. Després d'haver-se unit a Breslau (avui Wrocław) pel violinista Carl Höckh i l'cornista Wilhelm Weidner, van buscar millors oportunitats laborals a Polònia. A Varsòvia, Czarth i els altres tres músics foren contractats per Starosta Jan Suchorzewski i formaven part d'una petita orquestra formada per uns nou músics. Després de la sortida de Benda el 1732, Czarth es va convertir en el concertista de l'orquestra de Suchorzewski, però més tard aquell mateix any va seguir Benda a la Capella Reial Polonesa de la Cort Saxònia de Varsòvia.
El 1734, després de la mort d'August II de Polònia i la dissolució de la capella polonesa, Czarth i Benda van entrar al servei del príncep hereu Friedrich de Prússia, més tard anomenat Frederic el Gran, a Ruppin i un any després a Rheinsberg. Després de l'ascens de Friedrich al tron de Prússia el 1740, els dos músics van ser traslladats a Berlín, on van ser empleats a la recentment fundada Court Orchestra.
El 1758 les carreres de Czarth i Benda van divergir quan Czarth va deixar Berlín per ocupar un lloc a l'Orquestra de la Cort de Mannheim. Durant la seva estada allí va ser esmentat al diari de viatges de Leopold Mozart després d'una reunió entre els dos. Czarth va romandre en aquesta posició fins al 1778, quan l'orquestra de Cort es va traslladar a Múnic. Czarth es va quedar a Mannheim i va morir poc després, tot i que es desconeix la data exacta de la seva mort. Un document oficial de la Cort de Mannheim dona la mort l'any 1780.

## Obres
La majoria de les obres de Czarth es van compondre durant la seva etapa a Berlín i són altament representatives de lEmpfindsamer Stil. Va compondre moltes simfonies (presumptament perdudes), concerts per a flauta travessera, concerts per a violí, un concert per a flauta travessera i fagot i nombroses sonates solistes i de trio per a diversos instruments. El 1753 es van publicar a París sis sonates per a flauta (obra principal) i sis sonates per a violí (IIe œuvre).